# Keweenaw Range

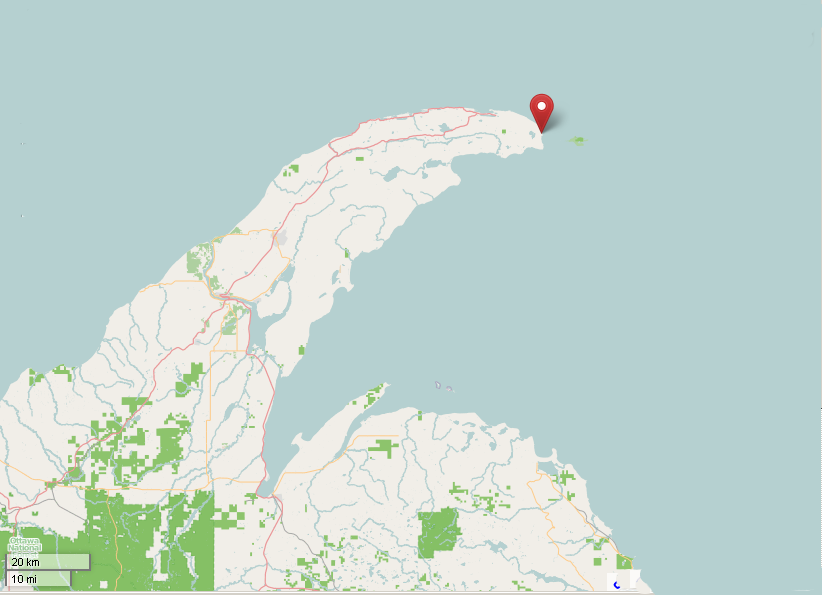
Keweenaw Rocket Range

Die Keweenaw Range war ein Raketenstartplatz auf der Halbinsel Keweenaw Peninsula im US-Staat Michigan. Von Keweenaw wurden zwischen 1964 und 1970 einige Höhenforschungsraketen des Typs Arcas gestartet. Daneben wurden auch Versuche mit bodengestützten Raketen durchgeführt. Die letzten Raketen, die von Keweenaw gestartet wurden, waren zwei Raketen des Typs Nike Apache Ende Januar 1971. Heute sind noch einige Überreste von Abschussrampen erhalten.